# Wu Fading
Wu Fading (chinois simplifié : 吴法鼎 ; chinois traditionnel : 吳法鼎 ; pinyin : wú fǎdǐng) ; né en 1883 à Xinyang, dans la province du Henan, sous la dynastie Qing et décédé le 2 février 1924 est un artiste peintre chinois. Il est le premier artiste chinois à venir à Paris étudier la peinture occidentale.

## Biographie
En 1903 il réussit son examen d'entrée à l'école de traduction de Pékin. Il étudie l'économie en français.
En 1911, la province du Henan lui fournit un poste d'étudiant étranger en France. Il commence par y étudier le droit, puis entre à l'École nationale supérieure des beaux-arts de Paris, où il étudie la peinture à l'huile.
Durant l'été 1919, il est rapatrié en Chine, devenue la République de Chine. Il se consacre, à Shanghai, au métier de peintre. L'hiver de la me année, il entre à l'université de Pékin, où il est engagé comme directeur thèse, lors d'un séminaire sur la peinture occidentale.
En 1920, il entre à l'académie des beaux-arts de Pékin comme professeur et directeur éducatif.
En octobre 1922, Wu Fading organise à Shanghai, avec des personnes telles que Liu Haisu (刘海粟), Wang Yachen (汪亚尘), Wang Jiyuan (王济远), Li Chaoshi (李超士) et Zhang Chenbo (张辰伯), une exposition d'œuvres d'art occidental intitulée “洋画作品联展”..
Lorsqu'en 1923, une révolte prend place à l'académie des beaux-arts de Pékin, Wu Fading démissionne. Il s'engage alors à l'école professionnelle des beaux-arts de Shanghai (上海美术专科学校)..
Le 2 février 1924, à bord d'un train en direction de Pékin, il décède d'un AVC à l'âge de 41 ans..

## Œuvres
- Pluie《雨》
- Foudre au sommet《雷峰》
- Portrait de la femme au qipao《旗装妇女肖像》
- Héros du pont du dragon émeraude《青龙桥英雄》

### Peinture à l'huile
- Paysage《风景》
- Plage《海滨》

### Peinture chinoise
- Image de chasse《打猎图》（collection du musée national des beaux-arts de Chine）.